# Austrália nos Jogos Olímpicos de Verão de 1972
Austrália participou dos Jogos Olímpicos de Verão de 1972 em Munique, Alemanha Ocidental.